# Kopalnia Węgla Kamiennego Ludwik
Kopalnia Węgla Kamiennego Ludwik (do 1945 roku niem. Ludwigsglück) – kopalnia węgla kamiennego w Zabrzu-Biskupicach, która działała jako samodzielny zakład od 1873 do 1 kwietnia 1978 roku  następnie została zlikwidowana.

## Historia
26 lutego i 9 marca 1852 roku nadano pole górnicze pod przyszłą kopalnię . Właścicielami pola byli m.in. Gustav Heinrich von Ruffer, czy parafia w Biskupicach. Schlesische AG für Bergbau und Zinkhüttenbetrieb odkupiła 92 kuksy od tychże właścicieli w latach 1854–1857 . Te z kolei odkupił Albert Borsig (syn Augusta) w 1867 roku. Kopalnia została uruchomiona w 1872 roku, była eksploatowana regularnie od 1873 roku. 30 kuksów pozostało w posiadaniu Donnersmarckhütte, przez co pole kopalni zostało podzielone pomiędzy Donnersmarckhütte a Zakłady Borsiga. W 1920 roku właścicielem zakładu została spółka akcyjna Borsigwerk . 
Kopalnia dysponowała około 1928 roku czterema szybami: wydobywczo-zjazdowym Conrad (początkowo Guido, późniejszy Tadeusz ) i wydobywczym Ernst (na cześć Conrada i Ernsta von Borsigów, późniejszy Erazm ), wentylacyjno-podsadzkowym Anna i Wetter (wentylacyjnym) .
Od 1932 roku kopalnia została wydzierżawiona przedsiębiorstwu Borsig-Kokswerke AG. Do 1945 roku kopalnia nosiła nazwę Ludwigsglück (pol. Szczęście Ludwika), następnie Ludwik. Po nacjonalizacji należała do Zabrzańskiego Zjednoczenia Przemysłu Węglowego od 1945 roku. 1 kwietnia 1958 została połączona z kopalnią Concordia  pod wspólną nazwą Ludwik-Concordia , z uwagi na częściowo wyczerpane złoża kopalni Concordia.
Po zakończeniu wydobycia i likwidacji kopalni po 1980 roku jej zabudowania zostały odkupione przez Przedsiębiorstwo Górnicze Demex, które podjęło się rewitalizacji części obiektów.

## Wydobycie
Wydobycie węgla kamiennego wyniosło 162 tony w 1873 roku, 492 108 ton w 1913 roku, 1 928 694 ton w 1938 roku . Załoga około 1928 roku liczyła 3011 pracowników.